# Hypsanacis hoplites
Hypsanacis hoplites là một loài tò vò trong họ Ichneumonidae.